# Taille-plume (écriture)

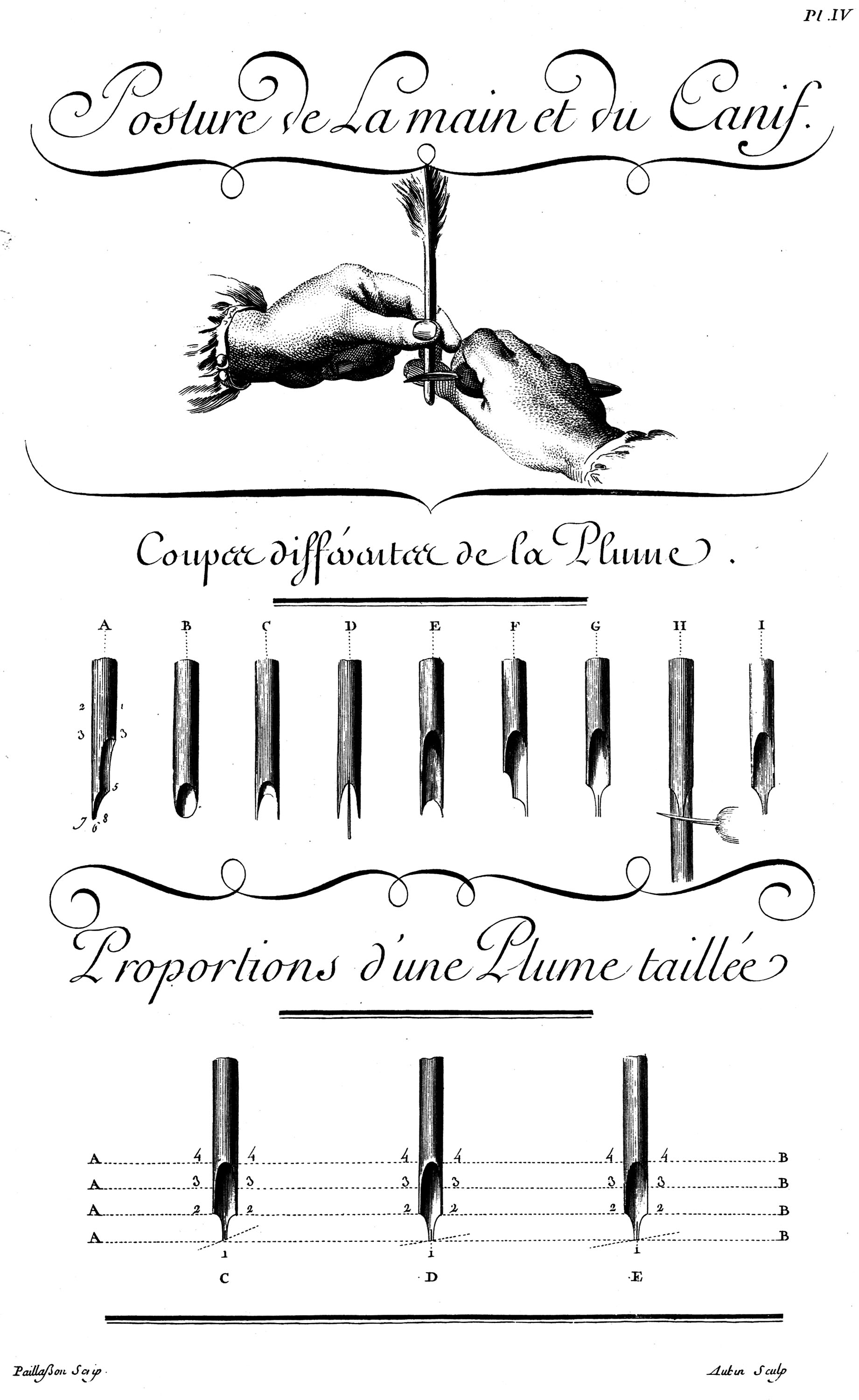
Taille de la plume – ‘’Encyclopédie de Diderot ‘’

Un taille-plume est un instrument destiné à façonner l'extrémité d'une plume d'oie pour la rendre apte à écrire avec de l'encre.
Plusieurs sortes de taille-plumes ont été utilisés : couteaux, canivets et taille-plumes mécaniques.

## Couteaux
Les premiers instruments de taille des plumes étaient des couteaux probablement aussi bien utilisés pour tailler la plume que pour gratter le support d'écriture afin d'y faire des corrections. C'est au XVIIe siècle que semble apparaître une spécialisation dans les couteaux utilisés pour ces deux tâches, taille-plume et grattoir.
La lame du taille-plume prendra une forme de plus en plus fine et courbée pour faciliter la taille de la plume. Le manche lui-même évoluera d'une forme cylindrique à une forme plus plate avec une pointe à son extrémité destinée à faire écarter la fente du bec.

## Canivets
Au XIXe siècle se développera le « canivet » qui remplacera les couteaux. Il a une dimension plus petite que le couteau et possède une lame, le plus souvent en forme de faux. Certains canivets possèdent jusqu'à quatre lames, chacune adaptée à une fonction particulière : enlèvement des barbelures, coupe de la plume, taille du bec, coupe de la fente.
Les canivets peuvent avoir leur lame fixe, ou rentrante ou repliable comme un canif.
Les manches des canivets peuvent être réalisés en diverses matières nobles : bois précieux, argent, ivoire.

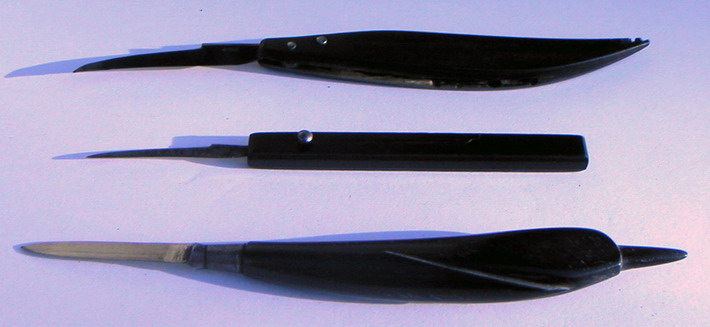
Divers Canivets

## Taille-plumes mécaniques

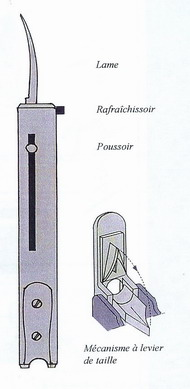
Taille-plume mécanique

Les taille-plumes mécaniques, qui apparaissent au XVIIIe siècle, permettent à tout un chacun d’assurer convenablement les deux opérations délicates que sont la découpe du bec et la réalisation de la fente.
Ils comprennent une matrice et un poinçon qui est formé de deux lames en forme de V pour découper le bec ainsi qu'une lame très fine située entre les deux lames du poinçon pour réaliser la fente.
Ils sont, soit à guillotine ou à levier, soit de type « coupe-ongles ».

### Taille-plumes mécaniques à guillotine ou à levier
Le taille-plume mécanique à levier peut être de type pince ou de type ciseau.

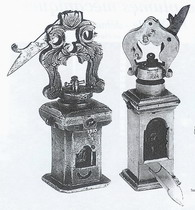
Taille-plume mécanique guillotine – XVIIe siècle – Le Magasin Pittoresque 1878
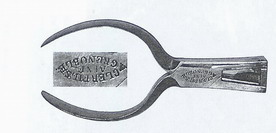
Taille-plume à levier - pince – XIXe siècle
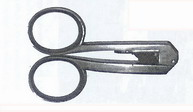
Taille-plume à levier - ciseau – XIXe siècle

### Taille-plumes mécaniques de type «coupe-ongles»
Le taille-plume mécanique de type « coupe-ongles » est le plus courant. Il comporte, outre le mécanisme de taille, une lame fine comme celle des canivets pour préparer la plume (ébarbage et coupe) et un « rafraîchisseur » à guillotine, situé à côté de la lame fine pour retailler le biseau de l’extrémité du bec.
Ils sont le plus souvent en ébène mais ils peuvent également être en ivoire, en os ou en métal précieux.

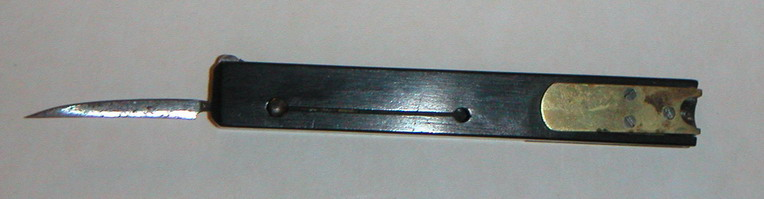
Taille-plume coupe-ongle